# Simon Abadie
Simon Abadie (* 9. März 1978 in Lourdes) ist ein ehemaliger französischer Automobilrennfahrer.

## Karriere
Simon Abadie begann seine Motorsportkarriere 1995 im Kartsport. Dort erzielte er 1996 sowohl in der Formel-A-Weltmeisterschaft als auch in der ICA-Europameisterschaft den sechsten Platz.
1998 wechselte er in den Formelsport und fuhr bis 2000 in der französischen Formel Renault. 2000 erzielte er in der Serie auf einem Tatuus den Vize-Meistertitel. 2001 und 2002 startete er in der französischen Formel-3-Meisterschaft und erreichte in seinem letzten Jahr auf einem Dallara F302 mit dem vierten Rang sein bestes Ergebnis in der Rennserie.
Im folgenden Jahr trat Abadie in der Formel-3-Euroserie an und belegte zum Saisonende den 14. Platz. 2004 fuhr er mit dem Team Epsilon by Graff in der World Series Light und erzielte im Dallara WSL3 mit drei Rennsiegen einen dritten Platz in der Gesamtwertung.
Mit der Saison 2005 startete er für das Team Tech 1 Racing im Eurocup Mégane Trophy und wurde Gesamt-Zehnter. 2006 fuhr er noch ein Rennen mit einer Chrysler Viper GTS-R in der französischen GT-Meisterschaft. Danach beendete er seine aktive Rennfahrerkarriere.
Abadie ist Teamchef vom französischen Rennteam Tech 1 Racing.